# 小行星6825
小行星6825（英語：6825 Irvine）是一颗围绕太阳公转的小行星。1988年10月4日，安東寧·姆爾科斯在克列特发现了此天体。
这颗小行星的绝对星等为307.9304337322285等。